# Amoya madraspatensis
 Amoya madraspatensis  es una especie de peces de la familia de los Gobiidae en el orden de los Perciformes.

## Morfología
Los machos pueden llegar a alcanzar los 7 cm de longitud total.

## Hábitat
Es un pez de mar y de clima tropical y demersal.

## Distribución geográfica
Se encuentra en Australia

## Observaciones
Es inofensivo para los humanos.